# Phaeonaevia
Phaeonaevia is een monotypisch geslacht van schimmels uit de familie Calloriaceae.  Het bevat alleen Phaeonaevia monilispora.